# IKEA Rail
IKEA Rail AB er en svensk-baseret jernbaneoperatør, der fra 11. juni 2002 frem til den 15. januar 2004 drev godstrafik transit gennem Danmark, bl.a. med egne lokomotiver T66.